# 邱俐綾
邱俐綾，臺灣女性客家歌手、國小教師，曾獲金曲獎最佳客語歌手提名、中華民國「104年臺灣原創流行音樂大獎」客語組貳獎。

## 生平
邱俐綾出生於臺灣屏東縣萬巒鄉，是客家子弟，母語為四縣腔客語。小時候也曾至屏東縣內埔鄉與外祖母李劉日興妹同住，相關的童年記憶和客家農村景物後來都成為其歌語創作的取材來源。高中時期，為逃避繁重課業，邱俐綾與朋友組團參與歌唱比賽，但未將音樂工作列為志願。後就讀臺東師範大學，主修美勞教育。大學畢業後，先自願分發至恆春擔任教師，兩年後才遷調家中附近學校。據其自述，自高中返逆期到畢業後工作這段期間，她與原生家庭之間迭有衝突，直至婚後才有所改善:2-4。
邱俐綾開始進行歌曲創作，是受到在紐西蘭主修音樂、喜愛作曲的堂妹邱幸儀的影響。兩人最初以華語創作，後來因中華民國客家委員會舉辦客語歌曲創作比賽，邱幸儀以詞曲創作《月光光》奪下第二名與網路票選最佳人氣獎，自此她們開始由邱幸儀作曲、邱俐綾填詞，嘗試客語創作。兩人的創作於2005年成為客家電視臺戲劇《戀戀舊山線》的音樂，而後集結成同名原聲帶發行，並於2007年第19屆金曲獎入圍最佳客語專輯獎和最佳客語歌手獎。

## 作品
邱俐綾目前發行有兩張專輯：2007年的《戀戀舊山線》（與邱幸儀合創作，喜馬拉雅）、2015年的《艾納香》（禾廣娛樂）。
《戀戀舊山線》收錄客家電視臺戲劇《戀戀舊山線》主題曲《不再想念》、片尾曲《夢土》，以及插曲《改變》、《月光光》、《燕子》。另外也收錄了邱俐綾與邱幸儀的其他創作，包括第一到四屆母語創作音樂大賽的得獎作品。由邱俐綾作詞的《夢土》、《不再想念》皆是取材自她的童年記憶，特別是對其外祖母與母親的印象。
《艾納香》的創作則源起自2011年，邱俐綾在屏東縣麟洛地區，針對藥草文化與六堆客家信仰進行田野調查。田調過程中認識了俗稱「大風草」的在地重要作物艾納香，並和母親的記憶連結，成為本專輯的創作靈感來源:27-29。